# Медведево (сельское поселение)
Се́льское поселе́ние «Медве́дево» — муниципальное образование в составе Ржевского района Тверской области. На территории поселения находится 38 населенных пунктов.
Центр поселения — деревня Медведево.
Образовано в 2005 году, включило в себя территории Пятницкого, Медведевского, Курьяновского и Осугского сельских округов.

## Географические данные
- Общая площадь: 404,9 км²
- Нахождение: южная часть Ржевского района
  - Граничит:
    - на севере — с СП Есинка
    - на востоке — с Зубцовским районом, Зубцовское СП и Вазузское СП
    - на юге — со Смоленской областью, Сычёвский район
    - на западе — с Оленинским районом, Гришинское СП
    - на северо-западе — с СП Чертолино

## Экономика
Колхозы имени Жегунова, «По Заветам Ильича» и совхоз «Осуга».

## Население
По переписи 2002 года — 1531 человек (372 Курьяновский, 450 Медведевский, 451 Осугский и 258 Пятницкий сельские округа), на 01.01.2008 — 1549 человек.

## Населенные пункты
На территории поселения находятся следующие населённые пункты:
| №  | Тип нп  | Название         | Население (2008 год) |
| -- | ------- | ---------------- | -------------------- |
| 1  | дер.    | Медведево        | 377                  |
| 2  | дер.    | Алешево          | 71                   |
| 3  | дер.    | Дубакино         | 4                    |
| 4  | дер.    | Дубровка         | 7                    |
| 5  | дер.    | Кротково         | 3                    |
| 6  | дер.    | Кузьмарино       | 10                   |
| 7  | дер.    | Кульнево         | 1                    |
| 8  | дер.    | Лигостаево       | 32                   |
| 9  | дер.    | Папино           | 6                    |
| 10 | ж-д.ст. | Рождественно     | 0                    |
| 11 | дер.    | Харитоново       | 3                    |
| 12 | дер.    | Пятницкое        | 160                  |
| 13 | дер.    | Горня            | 0                    |
| 14 | дер.    | Красное          | 25                   |
| 15 | дер.    | Кривая Улица     | 4                    |
| 16 | дер.    | Крутики          | 7                    |
| 17 | дер.    | Осуйское         | 10                   |
| 18 | дер.    | Павлюки          | 49                   |
| 19 | дер.    | Поротики         | 5                    |
| 20 | дер.    | Хоршево          | 1                    |
| 21 | дер.    | Курьяново        | 171                  |
| 22 | дер.    | Артёмово         | 67                   |
| 23 | дер.    | Зинаидово        | 0                    |
| 24 | дер.    | Лебедево         | 19                   |
| 25 | дер.    | Мясоедово        | 2                    |
| 26 | дер.    | Пустошка 2-я     | 4                    |
| 27 | дер.    | Рыково           | 3                    |
| 28 | дер.    | Ульянково        | 16                   |
| 29 | дер.    | Шандалово        | 2                    |
| 30 | дер.    | Шеломово         | 7                    |
| 31 | пос.    | Осуга            | 215                  |
| 32 | дер.    | Замятино         | 160                  |
| 33 | дер.    | Кудрино          | 0                    |
| 34 | пос.    | Карьера          | 19                   |
| 35 | дер.    | Мясищево         | 9                    |
| 36 | дер.    | Рогачево         | 71                   |
| 37 | дер.    | Старое Кузнецово | 3                    |
| 38 | дер.    | Федяйково        | 6                    |

## История
С образованием в 1796 году Тверской губернии территория поселения входила в 2 уезда: юго-восточная часть- в Зубцовский уезд, северо-западная в Ржевский уезд. Юго-западный угол поселения (Горня, Красное) относился к Бельскому уезду Смоленской губернии. После ликвидации губерний в 1929 году территория поселения вошла в Ржевский район Западной области. С 1935 года территория поселения входит в Ржевский район Калининской области (с 1990 года — Тверской области).

## Известные люди
В деревне Кульнево родился Герой Советского Союза Михаил Ильич Румянцев.
 В деревне Зинаидово родился Герой Советского Союза Александр Константинович Константинов.

## Воинские захоронения
На территории поселения находятся 5 воинских захоронений солдат Красной Армии, погибших во время Великой Отечественной войны.
Список воинских захоронений на территории сельского поселения Медведево.
| № захоронения в ВМЦ | Место захоронения  | Захоронено всего | Захоронено известных | Захоронено неизвестных |
| ------------------- | ------------------ | ---------------- | -------------------- | ---------------------- |
| 69-499              | Кульнево, дер.     | 137              | 137                  | 0                      |
| 69-503              | Медведево, дер.    | 1269             | 211                  | 1058                   |
| 69-512              | Осуга, пос.        | 752              | 174                  | 573                    |
| 69-517              | Пятницкое, дер.    | 941              | 941                  | 0                      |
| 69-494              | ж/д мост на 168 км | 70               | 22                   | 48                     |